# جون ميلتون روبرتس
جون ميلتون روبرتس (بالإنجليزية: John Milton Roberts)‏ هو عالم إنسان أمريكي، ولد في 8 ديسمبر 1916، وتوفي في 2 أبريل 1990.